# 科德 (密蘇里州)
科德（英語：Corder）是位於美國密蘇里州拉法葉縣的城市。

## 人口
根據2020年美國人口普查的數據，科德的面積為0.92平方千米，皆為陸地。當地共有人口418人，而人口密度為每平方千米454人。